# Кейв-Сіті (Арканзас)
Кейв-Сіті (англ. Cave City) — місто (англ. city) в США, в округах Індепенденс і Шарп штату Арканзас. Населення — 1922 особи (2020).

## Географія
Кейв-Сіті розташований на висоті 206 метрів над рівнем моря за координатами 35°56′54″ пн. ш. 91°32′50″ зх. д. / 35.94833° пн. ш. 91.54722° зх. д. (35.948431, -91.547294). За даними Бюро перепису населення США в 2010 році місто мало площу 6,74 км², уся площа — суходіл.

## Демографія
Згідно з переписом 2010 року, у місті мешкали 1904 особи в 751 домогосподарстві у складі 504 родин. Густота населення становила 283 особи/км². Було 838 помешкань (124/км²).
Расовий склад населення:
| - 96,9 % — білих - 0,5 % — корінних американців - 0,3 % — чорних або афроамериканців - 0,1 % — азіатів |

До двох чи більше рас належало 1,5 %. Іспаномовні складали 2,5 % від усіх жителів.
За віковим діапазоном населення розподілялося таким чином: 28,3 % — особи молодші 18 років, 53,7 % — особи у віці 18—64 років, 18,0 % — особи у віці 65 років та старші. Медіана віку мешканця становила 35,8 року. На 100 осіб жіночої статі у місті припадало 84,0 чоловіків; на 100 жінок у віці від 18 років та старших — 77,9 чоловіків також старших 18 років.
Середній дохід на одне домашнє господарство становив 32 340 доларів США (медіана — 26 194), а середній дохід на одну сім'ю — 38 172 долари (медіана — 32 500). Медіана доходів становила 30 428 доларів для чоловіків та 22 708 доларів для жінок. За межею бідності перебувало 32,1 % осіб, у тому числі 43,8 % дітей у віці до 18 років та 22,2 % осіб у віці 65 років та старших.
Цивільне працевлаштоване населення становило 781 осіб. Основні галузі зайнятості: освіта, охорона здоров'я та соціальна допомога — 21,9 %, виробництво — 18,3 %, роздрібна торгівля — 15,0 %.
За даними перепису населення 2000 року в Кейв-Сіті мешкало 1946 осіб, 538 сімей, налічувалося 775 домашніх господарств і 843 житлових будинки. Середня густота населення становила близько 290 осіб на один квадратний кілометр. Расовий склад Кейв-Сіті за даними перепису розподілився таким чином: 97,84 % білих, 0,57 % — чорних або афроамериканців, 0,72 % — корінних американців, 0,05 % — азіатів, 0,82 % — представників змішаних рас.
Іспаномовні склали 1,18 % від усіх жителів міста.
З 775 домашніх господарств в 35,2 % — виховували дітей у віці до 18 років, 52,5 % представляли собою подружні пари, які спільно проживали, в 13,5 % сімей жінки проживали без чоловіків, 30,5 % не мали сімей. 27,4 % від загального числа сімей на момент перепису жили самостійно, при цьому 15,9 % склали самотні літні люди у віці 65 років та старше. Середній розмір домашнього господарства склав 2,42 особи, а середній розмір родини — 2,91 особи.
Населення міста за віковим діапазоном за даними перепису 2000 року розподілилося таким чином: 27,3 % — жителі молодше 18 років, 8,5 % — між 18 і 24 роками, 25,8 % — від 25 до 44 років, 18 % — від 45 до 64 років і 20,4 % — у віці 65 років та старше. Середній вік мешканця склав 36 років. На кожні 100 жінок в Кейв-Сіті припадало 79,9 чоловіків, у віці від 18 років та старше — 74,5 чоловіків також старше 18 років.
Середній дохід на одне домашнє господарство в місті склав 23 163 долара США, а середній дохід на одну сім'ю — 27 292 долара. При цьому чоловіки мали середній дохід в 21 397 доларів США на рік проти 17 424 долара середньорічного доходу у жінок. Дохід на душу населення в місті склав 11 925 доларів на рік. 17 % від усього числа сімей в окрузі і 21,3 % від усієї чисельності населення перебувало на момент перепису населення за межею бідності, при цьому 26,3 % з них були молодші 18 років і 15,6 % — у віці 65 років та старше.

## Відомі мешканці
У Кейв-Сіті народився скандальний редактор газети Джозеф Х. Вестон (англ. Joseph H. Weston).